# Sella di Lodrignano
Sella di Lodrignano is een plaats (frazione) in de Italiaanse gemeente Neviano degli Arduini.